# 李文亮
李文亮（1985年10月12日—2020年2月7日），满族，辽宁北镇人，武汉市中心医院眼科医生，中国共产党党员。李文亮医生于2019年12月30日在自己微信与同行交流，认为出现SARS提醒同行注意保护。 因而成为2019冠状病毒病疫情中率先向外界披露疫情的医疗人员之一，而被称为“疫情吹哨人”，2020年1月3日辖区派出所因其“在互联网上发布不实言论”提出警示和训诫，但他仍持续在第一线工作，于1月10日左右出现症状，因为病情严重进入加护病房观察，1月31日确诊感染2019冠狀病毒病（2月1日通过其微博公布）。2月7日武汉市中心医院微博通報李文亮於凌晨2时58分病逝，年僅34岁。3月19日，经调查，国监委调查组建议撤销训诫。

## 生平

### 早年生涯
1985年10月12日，李文亮出生于辽宁省锦州北镇县，家境贫寒。他的父亲原先在北镇的一家机修厂上班，母亲原本在北镇民族商场工作。20世纪90年代，李文亮的父母都下岗了。下岗之后，他的父亲靠打零工养活家庭，一直没有固定的工作。李文亮高中就读于北镇市高级中学，成绩优异。2004年，李文亮以高考609分的成绩，考入武汉大学临床医学（七年制）专业，本硕连读。大二时即获准加入中国共产党。2011年大学毕业，入职厦门大学附属厦门眼科中心。在厦门工作3年后，于2014年返回武汉，在武汉市中心医院工作。据武汉市中心医院眼科一位前实习生回忆，李文亮医生对待病人非常耐心，不会因为病人听不清而不耐烦。

### 冠状病毒病事件

#### 警方训诫
（5时43分）
- 华南水果海鲜市场确诊了7例SARS
- （診斷書图片）
- （CT视频）
- 在我们医院后湖院区急诊科隔离
……

（6时42分）
- （旁人：「小心我们的班级群被封号了」）
- 最新消息是，冠状病毒感染确定了，正在进行病毒分型
- 大家不要外传，让家人亲人注意防范
- 1937年，冠状病毒（Coronaviruses）首先从鸡身上分离出来……（下略）

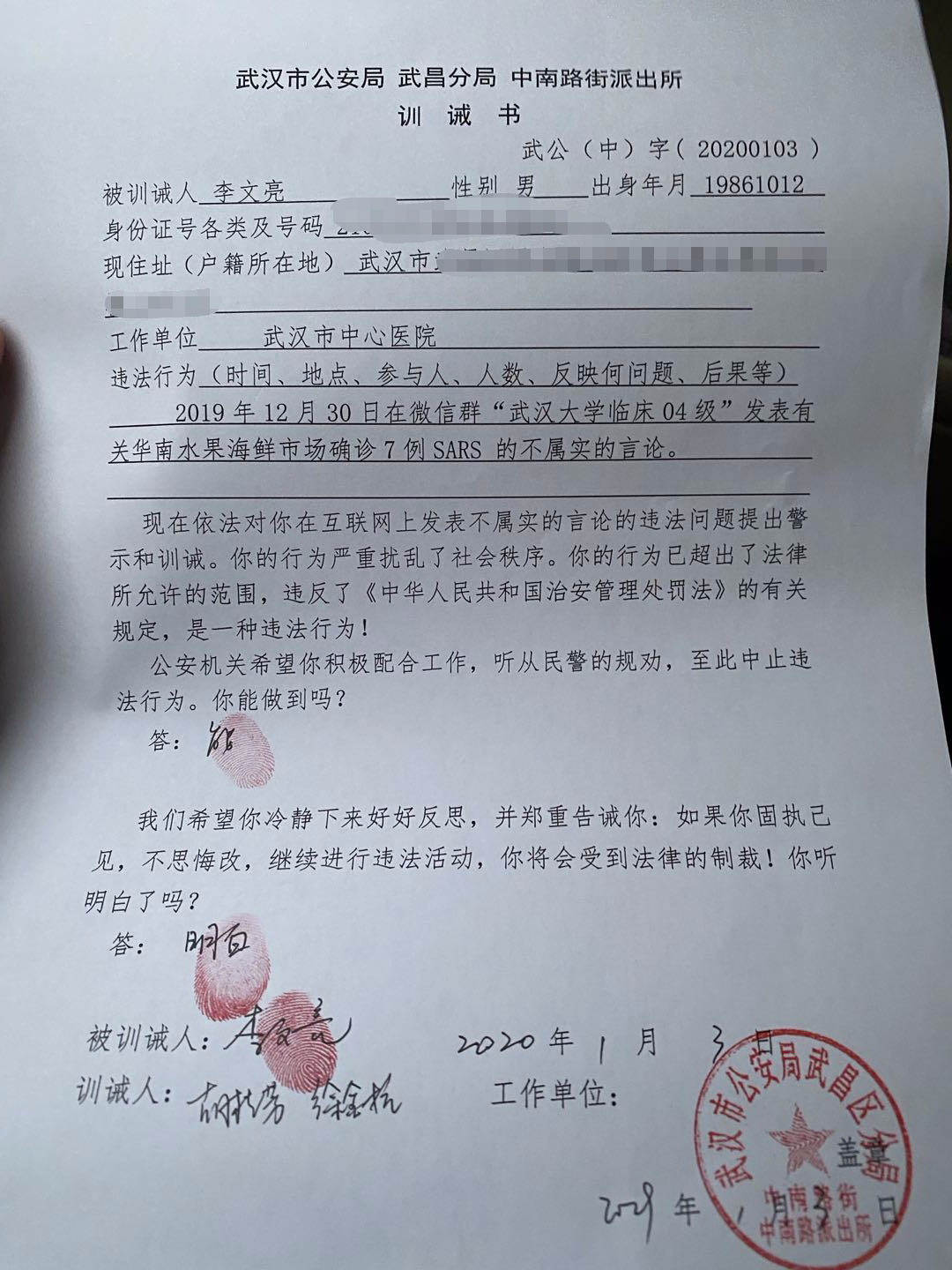
武汉市公安局武昌区分局中南路街派出所开具的训诫书，右上角為他的出生日期。

2019年12月30日下午，武漢市中心醫院醫生艾芬在科室的微信群組發出一份檢測報告，顯示一名病人對SARS冠状病毒等檢出高置信度阳性指标。這則訊息不久後傳到李文亮處，下午17时43分，他在同学微信群中发布了一条关于华南海鲜市场疫情的信息“华南水果海鲜市场确诊了7例SARS”。随后发了一张检测报告，一张患者肺部CT图，18时42分他又补充说：“最新消息是冠状病毒感染确定了，正在进行病毒分型”；最后解释了冠状病毒的由来，同時他還在群裏囑咐不要將該消息和檢測報告外傳，但很快被截圖傳出。
12月31日凌晨1点半，李文亮被医院领导叫到武汉市卫健委询问情况，天亮上班后又被医院监察科约谈，并在此后应要求写下了一份《不实消息外传的反思与自我批评》。据武汉市中心医院的一名医生透露，医院原计划开除李文亮。结果李文亮并未受到处理、处分或吊销医师职业资格；该院眼科主任还在李文亮被医院约谈后专门跟他讲不要有思想包袱。
2020年1月3日，他因“在互联网上发布不实言论”而被武汉市公安局武昌区分局中南路街派出所提出警示和训诫。李文亮被舆论广泛关注，并被解读为8名“造谣”者中的一人。上游新闻指出，1月1日武汉警方传唤了8人，而李文亮是在1月3日去派出所接受训诫，可能并不属于8名“造谣”者之一。对此，李文亮回应称，他并不清楚自己是不是“造谣”者之一，只知道说了真话而被训诫。李文亮其後被要求簽署訓誡書，公安對他提出嚴厲警告，訓誡他如果不聽從，繼續從事違法活動，將會受到法律制裁。及後，李文亮於醫院繼續工作，於1月31日在社交媒體上傳有關訓誡書，又提及他被公安傳喚的經過。
2020年1月9日，中国初步判定病原体为新型冠状病毒。随着疫情的发酵，感染病例增多，同时正值春运期间，于是武汉于2020年1月23号上午10点封城。。1月28日，最高人民法院官方微博发表文章称：在武汉市公安机关处罚的8名发布‘华南水果海鲜市场确诊7例SARS’的案件中，“如果机械地理解适用法律的确可以认定，鉴于新型肺炎不是SARS，说武汉出现了SARS，属于编造不实信息，且该信息造成了社会秩序的混乱，符合法律规定的编造并传播虚假信息的行为，给予其行政处罚甚至刑事处罚，有其正当性。但是，事实证明尽管新型肺炎并不是SARS，但信息发布者发布的内容并非完全捏造。如果社会公众当时听信了这个‘谣言’，并基于对SARS的恐慌而采取了佩戴口罩、严格消毒、避免再去野生动物市场等措施，这对我们今天更好地防控新型肺炎，可能是一件幸事。文章建议，执法机关面对虚假信息，应充分考虑信息发布者、传播者在主观上的恶性程度，及其对事物的认知能力。只要信息基本属实，主观上并无恶意，行为客观上未造成严重危害，对这样的‘虚假信息’理应保持宽容态度。”文章称，试图对一切不完全符合事实的信息都进行法律打击，“既无法律上的必要，更无制度上的可能，甚至会让我们对谣言的打击走向法律正义价值的反面。”

#### 自身及家人染病
1月疫情发生后，武汉市中心医院只允许急诊科、呼吸科和ICU的医护佩戴N95口罩，其他科室，包括李文亮所在的眼科则不允许佩戴口罩。
1月8日，李文亮接诊了一位82岁以急性闭角型青光眼就诊的女性患者，翌日，發燒，並出現了一些肺炎的病徵，當時，李文亮就高度懷疑這位患者患的是這種新型肺炎。1月10日，李文亮出现咳嗽发热等症状，随后病情变得严重。1月12日，李文亮开始在呼吸与重症医学科监护室接受隔离治疗。期間，李曾經多次接受核酸檢測，多次均出現陰性結果，但至1月30日結果為陽性。同样感染了新冠肺炎的还有李文亮同科室同事、眼科副主任梅仲明和退休返聘的眼科副主任医师朱和平。虽经全力救治，梅、朱两位医生仍分别于2020年3月3日中午和9日上午病逝。
2月1日，李文亮确诊为新型冠状病毒感染。此外，他的父母和多名同事也感染了新型冠状病毒肺炎，其父母已平安出院。怀有六个月身孕的李文亮妻子付雪洁在丈夫住院后回到位于湖北枣阳乡下的老家，2月6日晚已回到武汉，并未感染新冠病毒。据《健康时报》采访浙江援鄂医疗队医疗总组长、浙大一院感染科主任医生喻成波的说法，尽管新型冠状病毒感染的肺炎患者中年轻的患者病情较轻，但因为李文亮一直负责的病人曾是华南海鲜市场经营户而传染性较强，导致了李文亮受到直接感染。

#### 病逝
李文亮被確診後，一直於武漢市中心醫院後湖院區治療，1月16日时有呼吸困难症状，但此时他仍希望痊愈后投入疫情救治一线。
李文亮的病情在2月5日開始惡化，2月6日，李文亮與友人通話時稱胸悶，喘不過氣，血氧飽和度只有85。至2月6日下午，在95%無創通氣下，氧分壓下降到41。 他的医疗团队在1月19日也曾尝试使用无创呼吸机，但“病人无法耐受”。 
19時許，李文亮被推進搶救室，出现心脏骤停及瞳孔对光反射消失的状况。此前約18時，同事商請武漢亞洲心臟病醫院借到一台叶克膜（ECMO），醫院派的小車裝不下，又等待大車，接近21時才送至醫院。21時18分，醫囑推注腎上腺素。21時30分，李文亮因2019冠状病毒病病情恶化及致心跳停止，一度被傳出死訊，但院方稱仍在搶救中。21时33分，李文亮被进行气管插管，随后通过ECMO进行抢救
。22时57分撤掉ECMO，后又再次使用。但另据纽约时报采访的当日在场医生称，ECMO在他于午夜离开病房前并未使用。
李文亮的病逝时间存在争议。2月6日晚10点40分，官媒《生命时报》称，他于晚上9点30分去世。2月7日0时左右，在武汉市中心医院后湖院区的呼吸与危重症医学科监护室，有进出的护士说“李文亮不行了”，但此时里面仍在抢救，凌晨2时左右，还有专家前去会诊
。经济观察网记者则于0时4分左右在该院重症监护室外得知李文亮死讯，其友張姓醫師也發布RIP微博，後又刪文。0点38分，武汉市中心医院官方微博发文称“全力抢救中”並持續數個鐘頭，最终于3点48分宣布李文亮“于凌晨2点58分去世”。据纽约时报采访的当日在场医生称，医院领导层要求医疗团队使用ECMO，因为他们想向公众表明医院的抢救不遗余力。李文亮在当晚9点10分左右的心脏彩超显示其心脏在当时已经停止跳动，该名医生认为在他当晚9点进入病房时，按照正常死亡已经可以宣告死亡。
李文亮逝世后，安葬于武汉市九峰山烈士陵园烈士二区1排21号。

#### 国监委调查
2月7日中午，国家监察委员会决定派出调查组赴湖北省武汉市，就民众反映的涉及李文亮医生的有关问题作全面调查。2月8日中午，调查组抵达武汉市。3月19日晚7时，国家监察委员会调查组发布《关于群众反映的涉及李文亮医生有关情况调查的通报》。
通报内容包括：一、李文亮医生基本情况和转发、发布有关微信信息的背景及过程；二、李文亮医生接受公安机关谈话、训诫和医院谈话情况；三、李文亮医生发病、治疗、抢救情况；四、李文亮医生去世后抚恤、善后情况；五、工作建议。
调查组的工作建议是：由于中南路派出所出具训诫书不当，执法程序不规范，调查组已建议湖北省武汉市监察机关对此事进行监督纠正，督促公安机关撤销训诫书并追究有关人员责任，及时向社会公布处理结果。
3月19日晚8时，武漢市公安局在微博發布情况通报，决定撤销对李文亮医生的训诫书，并就此错误向当事人家属郑重道歉，对相关责任人进行了处理。同日，新华社受权发布了关于群众反映的涉及李文亮医生有关情况调查的通报以及相关的记者问答。

## 个人生活
李文亮妻子付雪洁亦为眼科医生，于2010年12月进入武汉爱尔眼科医院工作。两人于李文亮工作一年后结婚，育有一个5岁大的儿子，李文亮去世前妻子怀有二胎，于2020年6月12日出生。
根据其新浪微博内容，李文亮生前喜好美食，爱吃德克士炸鸡腿和鸡蛋灌饼，是各种电子产品的关注者，也是锤子科技的粉丝。除了看日本動畫，也喜爱电视剧《庆余年》和漫威电影。

## 評價及相关反应

### 世界卫生组织
世界卫生组织卫生应急方案执行主任迈克尔·瑞安对李文亮醫生的去世表示哀悼，并称赞其生前的付出。

### 中國大陸

#### 官方反應
2020年2月7日，湖北省卫生健康委员会及武汉市人民政府分别在官方网站发布公告，对李文亮“坚守一线抗击疫情表示敬意”并慰问其家人。中华人民共和国国家卫生健康委员会在其官方网站发表公告，对李文亮医生表示深切哀悼，并在2月7日的疫情新闻发布会记者提问环节前，对李文亮的去世表示哀悼。
2020年2月7日，国家卫健委新闻发言人，宣传司司长宋树立在下午的记者会上，对李文亮去世表示深切哀悼，向他的家属表示诚挚慰问。她又说，将认真研究李文亮的发病和诊疗过程。但截止到2021年2月6日并没有向社会公布研究结果。
2月7日，武汉市人社局认定李文亮为工伤，家屬將獲得一次性工亡补助金人民币785,020元和丧葬补助金36,834元的賠償。浙江丰国律师事务所律师王旭山指出，武汉市人社局少算了李文亮的一次性工亡补助金。根据中国的《工伤保险条例》，一次性工亡补助金标准为上一年度中国全国城镇居民人均可支配收入的20倍。2020年1月17日，中国国家统计局官网公布了2019年全国城镇居民人均可支配收入，为42,359元。武汉市人社局所给出的数额则是根据2018年中国全国城镇居民人均可支配收入39,251元计算的。李文亮医生于2020年2月因工死亡，其一次性工亡补助金数额应根据2019年中国全国城镇居民人均可支配收入计算，为847,180元。同日由国家监察委员会派出工作组赴武汉进行有关李的问题的全面调查。
2月9日，中华人民共和国驻法国大使馆在其官方网站发文，称用“吹哨者”形容李文亮是“给他贴上政治化标签”，“居心不良，目的是分裂中国民意”，强调李文亮是一名中国共产党党员。2021年2月17日，中华人民共和国驻法国大使馆再次在其官方网站发文，驳斥李文亮遭到逮捕一说，并说「李文亮医生不是所谓的『吹哨人』」。
3月5日，国家卫生健康委、人力资源和社会保障部、国家中医药管理局追授李文亮及其他在此次疫情中去世的33名医务工作者“全国卫生健康系统新冠肺炎疫情防控工作先进个人”称号。
4月2日，新华社受权发布消息：湖北省人民政府评定李文亮等14名牺牲在2019冠狀病毒病疫情防控一线的人员为首批烈士。
4月20日，李文亮被追授“中国青年五四奖章”。
9月21日，湖北省委书记应勇在湖北省抗击新冠肺炎疫情表彰大会讲话中读出包括李文亮在内的牺牲英烈的名字，称赞他们是新时代最可爱的人、民族的脊梁。

#### 媒體反應
《新华每日电讯》在报道中，称赞李文亮敢于直言的行为体现了作为公民的道德良知，其所作所为“忠实履行了一个医生的职责”。央视网发表的题为“哀悼李文亮，更要亡羊补牢”的评论认为，李文亮用行动呵护了医德医风，其经历也暴露了一些地方“治理体系和能力建设”所存在的问题。《环球时报》發表題為「向李文亮医生致以敬意」的社評，指李文亮医生属疫情中年轻逝者之一，令人唏嘘悲恸，指他当时发出的警报没有立即受到重视反而被训诫，为社会开展反思提供了一个有触动的样本。總編輯胡錫進指「武汉市的确欠对李文亮的一个道歉」，同時呼籲社會大眾繼續抗疫。《南方周末》发表评论认为，应当感谢李文亮医生发出的最早哨音，也应当铭记哨音未能继续传播导致的巨大社会代价。《半月谈》评论称，一定要重视信息透明和公正执法。2月7日，上海的《新民晚报》在头版以大幅照片加黑底的形式报道了李文亮去世的消息，并刊发了由该报首席记者邵宁撰写的题为《让公开透明的阳光刺破病毒雾瘴》的社论，强调“只有确保疫情和相关信息的公开透明，才能遏制谣言的传播，才能恢复公众的信心”。

#### 民間反應
2月7日，多位武汉市民在武汉中心医院后湖院区门诊楼献花，悼念李文亮医生。同日，李文亮妻子付雪洁供职的武汉爱尔眼科医院人力资源中心向集团员工关爱管理委员会申请，将付雪洁纳入员工关爱计划：由爱尔眼科支付李、付两个子女的生活津贴及学费至大学毕业。
2月6日深夜，奇虎360董事长兼首席执行官周鸿祎在微信朋友圈表示，将个人捐助100万元照顾李文亮医生的家人。次日，李文亮妻子付雪洁授权武汉大学李文亮同学会向社会发布公告称不接受任何个人形式捐款。2月7日，据中国红十字基金会官方微博消息，中国红十字基金会字节跳动医务工作者人道救助基金资助李文亮医生家人100万元人民币。
當日晚上其逝世新聞傳開後，網上廣泛出現哀悼回應，深夜在急救後不治的新聞發布中，就各種最新消息社群更引起了激烈討論，有網民主張說他是英雄，也有網民認同他只是內部提醒而已，擔心李文亮的經歷所反映的中國國情，認為李的經歷會令醫生不敢提前預警發現傳染病的跡象。也有評論瞄準體制與政府沒有信心，說「中國需要上千萬個李文亮，才能有更安全的公共衛生環境。」部分对政府行为表示不满的网民在社交网站新浪微博上借此批评政府对言论的管制、对新闻的封锁以及早期對疫情的不重视，并要求平反李文亮以及放宽言论，#我们要求言论自由#一度成为微博话题。有部分網民貼出「我們要求言論自由」為主題的帖文，但帖文很快便搜尋不到。 根据加拿大多伦多大学公民实验室的研究，李文亮去世时，微信对19组涉及“李文亮”的词组进行了屏蔽。
2月7日，有用户在以太坊区块链上为李文亮医生树了一座碑，区块高度9432824。
2月8日，張千帆、許章潤、笑蜀、郭飛雄等民运人士向全國人民代表大會及其常務委員會發表公開信，认为事件是因為警察的無端訓誡，这一切都是放棄自由、壓制言論的代價，並提出五項關於開放言論自由及落實中國人民享有憲法第35條賦予的言論自由權利的訴求。 一些联署人遭中国警方传唤，要求其撤销签名。
除了微博熱搜的震盪，根据百度排名和微信搜索指数，與“李文亮”一词有關查詢的热度都是在从2月6日晚起突然上升，在2月7日早上到达顶峰后开始快速下降。
2月11日，中国传染病学专家钟南山在接受路透社采访时表示，“大部分人认为他（李文亮）是中国的英雄，我真为他骄傲。他在（2019年）12月底告诉人们真相，然后他就去世了”。
2月23日，据《钱江晚报》报道，武汉华南海鲜市场楼上的华南眼镜城的一名温州籍商户，因为2019年年末就从网上得知了医护人员关于疫情的警告，故而及时让家人做好了防护措施，并离开武汉返回老家温州，全家人均未感染病毒。这位商户在采访中对最初敢于说真话的医生表达了感谢和崇敬之情，指出如果当初没有看到那些消息，自己很可能就会被病毒感染。
2月27日，李文亮的妻子付雪洁在接受界面新闻采访时表示，她是从新闻上得知丈夫离世的消息，她也在等待中纪委对李文亮之死的调查结果。28日，该采访在包括搜狐、新浪等中国大陆新闻网站的页面被全部删除。
李文亮去世后的一个月，有大量网民到其新浪微博个人账户留言。截至3月13日，李文亮于2月1日发出的最后一条微博，有260万个“赞”、59万条留言以及15.8万个转发。
4月4日，中华人民共和国政府为冠病逝者举行全国哀悼活动，中国网民也在社交媒体发起新一波追思浪潮。数以万计的网民涌向李文亮的微博表达哀思和感谢，呼吁追思之余也勿忘追责。截至4月3日晚最後一条微博已累计超过83万条留言。
2020年9月10日，周云蓬工作室创作了歌曲《文亮》以表纪念。
9月25日，北京市十五届人大常委会第二十四次会议审议通过了《北京市突发公共卫生事件应急条例》，条例规定，任何单位和个人有权向人民政府及其有关部门报告突发公共卫生事件隐患。此条款被中国大陆网友称为「李文亮」条款。

### 其他國家與地區
2019年12月31日，时任中华民国衛生福利部疾病管制署副署长的罗一钧在网上浏览时发现有网友贴出了李文亮医生有关类似SARS新型病毒的警告讯息，引起他的警觉。罗一钧经过研究，认为李文亮的讯息可信度高，遂启动一连串防疫程序。2020年4月16日的记者会上，罗一钧对李文亮医生表示了感谢。
2020年2月7日晚，香港支聯會在中环遮打花园为李文亮举行悼念晚会。
2月8日，香港《明报》发表社论，表示“李文亮医生没有什么惊天动地的壮举，只是克尽己责，对外透露疫情实况，以及紧守岗位，救治病人。全国人民为之动容，实质上是在指责武汉市和湖北省的官员，隐瞒疫情，没有尽职尽责。”
2月8日，中华民国外交部官方推特账号向去世的李文亮医生表示致敬。2月12日，中华民国外交部发言人欧江安指出，希望李文亮生前所力行的言论自由，能够受到中华人民共和国政府重视，因为中华人民共和国人民值得拥有言论自由。
李文亮曾在香港反修例運動期間于个人新浪微博转发支持香港警察的内容。在他逝世以后，台湾作家顏擇雅称李文亮并非像蒋彦永那样的吹哨人。民運人士王丹認為他曾經是體制的維護者，但在中國缺乏言論自由的情况下，沒有必要糾結於他是否嚴格符合「英雄」的定義。
2月9日，旅美华人及中国留学生在纽约中央公园为李文亮举行悼念活动，对中国政府封杀言论的行为表示不满，要求言论自由。旅居纽约市的高耀洁医生请人在活动上代读了她为李文亮所写的悼诗。美国加州、法国巴黎、德国柏林等地也有华人举办悼念活动。
2月10日，韩国大韩医生协会发文缅怀李文亮医生，表示“不会忘记他的勇气和为全世界人做出的牺牲”。
2月11日，来自民主与共和两党的多位美国参议员推出决议案，纪念李文亮及其所做的贡献，并呼吁中国政府提高疫情相关信息的透明度。
2月12日，香港公民黨、社民連及支聯會發起聯署和遊行，由西區警署遊行至中聯辦，期間高叫「我要言論自由」、「我要新聞自由」、「反對打壓」和「還我真相」等口號，並手持李文亮黑白照和百合花花束，團體抵達中聯辦後默哀一分鐘和獻花，又以吹哨回應口號，悼念今次疫情「吹哨人」李文亮的「頭七」。
2月13日，英国《经济学人》杂志刊发了李文亮医生的讣告。
2月18日，国际医学杂志《柳叶刀》發文悼念李文亮。
3月3日，国际传染病学会主办的《国际传染病杂志》刊文纪念李文亮医生，并指当传染病出现时，快速、透明的沟通至关重要，是预防重大疫情并挽救许多生命的唯一方法。
4月22日，《财富》杂志公布年度全球最伟大的25名抗疫领袖，李文亮排名第一。
2020年5月4日，美国副国家安全顾问马修·波廷杰在弗吉尼亚大学米勒中心作网络演讲时表示，李文亮的所作所为，表明了他正是当今中国“五四精神”的传人。

## 後續影響

### 相關議案
2020年4月，美國共和黨參議員汤姆·科顿、约什·霍利提出了以李文亮命名的法案，賦予特朗普總統取消歪曲或故意隱瞞公共衛生緊急信息的外國官員赴美簽證的權力。美方還有议员建議特朗普向李文亮頒發「總統自由勛章」。4月3日，中华人民共和国外交部发言人华春莹批评提出此法案的议员「不務正業」。在談及美國有人建議為李文亮頒發勛章时，華春瑩表示：「李文亮醫生已經受到表彰並被評為烈士。包括李文亮醫生在內的許多醫務工作人員為了保護人民生命安全付出了自己的生命。他們是中國人民心目中的英雄，會被中國人民哀悼和懷念」。
2020年5月，美国数位国会议员提出一项议案，要求将中国驻美国大使馆外的街道改名为“李文亮广场”，纪念李文亮医生。5月30日，李文亮遗孀付雪洁表示反对此议案，声明中称：“李文亮是一名共产党员，深爱他的祖国。他若有知，一定不会允许有人借他的名义来伤害他的祖国”。

### 微博成為「中國哭牆」
李文亮過世後，中國民眾繼續到其微博留言，至2020年6月19日已累計超過100萬條留言（注：微博评论展示上限为100万条），端傳媒称：“李文亮的微博是中國的哭牆”。

### 微博「删除评论」疑云
《經濟日報》称，2020年6月19日晚，李文亮微博評論區下的100多萬條評論似乎遭到刪除，只能顯示數字；似乎後來又恢復評論，但仍無法查看過去的熱評；後评论显示數量，但無法再「依熱度排序」，也即幾乎不可能再找到過去點讚數最高的評論。

### 出版物
2020年4月，意大利儿童作家弗朗西斯卡·卡瓦罗编绘了一本名为《李医生与戴皇冠的病毒》绘本，介绍了李文亮向人们预警的故事，旨在教育孩子们提高对新冠病毒的警惕性。

### 训诫相关争议
中国人民大学教授莫于川认为，公安机关和司法机关作出的训诫有别于行政指导行为而具有强制性，但也区别于行政强制行为而无法受到司法审查和救济，其适用对象主要是行政执法中的未成年人、保安人员、信访人员、被拘留人员、不配合法庭活动的证人、被不起诉人等，具有特别适用、有限适用、过渡适用、裁量适用的特点，在实践中易于出现主体不适格、对象错误、依据缺失存疑等问题；武汉市公安机关对李文亮做出的训诫行为具有行政指导行为的外观而缺失其实质，具有行政强制行为的实质却缺失其外观，莫于川将这一训诫书评价为“四不像”；此外，该文书为李文亮带来诸如医院党委与其谈话等不良社会影响，与训诫行为应当体现的法律效果完全不成比例，显然背离了依法治国、依法行政的方针。

### 缺席表彰大会
2020年9月8日，中共中央举行了全国抗击新冠肺炎疫情表彰大会，中共中央总书记习近平给著名呼吸病学专家钟南山等众多抗疫医护工作人员颁奖。但大会未提及李文亮，引发一些网友的批评与不满。 中国中央电视台在当月播出的抗疫纪录片《同心战疫》里，第一集就回顾了2019冠狀病毒病的源头时，也未有提及李文亮。有2019冠狀病毒病死者家属批评官方是在修改历史。

### 中国修法保护吹哨人
2020年10月2日，国家卫生健康委员会公布《传染病防治法》修正草案，针对不明原因聚集性疾病的“吹哨人”增加保护条款，即外界所谓的“李文亮法”。该条款要求对相关疾病疫情的报告者给予奖励，不追究相关单位及个人的责任。此前，北京、深圳两地已率先通过相应的保护法律。北京的新法于8月25日正式公布实施，成为首个对“吹哨人”提供法律保障的一级行政区。深圳的规定则列于中国首部地方应急条例《深圳经济特区突发公共卫生事件应急条例》，8月26日获深圳人大常委会通过，10月1日正式实施。

### 死亡時間爭議
2022年10月，《紐約時報》稱從李文亮同事手中，獲得據稱是李文亮生命最後幾小時的第一手醫療資料、病歷，有紀錄指李食慾不振、晚上無法入睡、情緒低落並被診斷出處於「抑鬱狀態」，這些細節此前未曾公開。根據醫生資料，2020年2月6日晚9時10分左右的心臟彩色超聲波報告，顯示李當時心臟已停止跳動。醫生當晚9時許抵達李的重症監護病房，「當時見到他（李文亮）的時候，他就已經死掉了，按照正常流程的話已經是可以宣告死亡了」。
當年院方宣布李文亮死亡時間是2月7日凌晨2時58分，而當天坊間已傳出，李的實際死亡時間是6日晚9時半，他「被搶救」約6小時的原因是官方未做好「輿論應急準備」。